# Hans-Ulrich Krantz
Hans-Ulrich Friedrich Wilhelm Krantz (* 24. Juni 1906 in Berlin; † 15. August 1976 in Buxtehude) war ein deutscher Offizier, zuletzt Generalmajor des Heeres der Bundeswehr.

## Leben
Beförderungen
- 1930 Leutnant
- 1933 Oberleutnant
- 1937 Hauptmann
- 1938 Rittmeister
- 1940 Hauptmann i. G.
- 1941 Major
- 1943 Oberstleutnant
- 1944 Oberst
- 1957 Brigadegeneral
- 1962 Generalmajor

### Reichswehr
Krantz, Sohn eines Gerichtssekretärs und später Landwirts, trat 1925 in das 5. (Preußisches) Infanterie-Regiment der Reichswehr in Greifswald ein. 1925/26 war er Fahnenjunker in der 2. (Preußische) Kraftfahr-Abteilung in Schwerin. 1926 legte er die Fahnenjunkerprüfung in der 3. (Preußische) Kraftfahr-Abteilung ab. Von 1926 bis 1929 besuchte er die Infanterieschule in Dresden, wo er die Offizierprüfung ablegte. 1929 tat er Dienst in der 3. Kompanie der 2. (Preußische) Kraftfahr-Abteilung in Kolberg. Von 1930 bis 1933 war Krantz Rekrutenoffizier in der 1. und 3. Kraftfahr-Abteilung in Königsberg, Döberitz und Wünsdorf. Von 1933 bis 1935 war er Offizier zur besonderen Verwendung im Oberkommando des Heeres in Berlin.

### Wehrmacht
Von 1935 bis 1937 war er Adjutant der Panzeraufklärungsabteilung 3 in Stahnsdorf und der Panzerlehrabteilung in Wünsdorf. Von 1937 bis 1939 besuchte er den Generalstabslehrgang an der Kriegsakademie in Berlin. 1939/40 war er Zweiter Generalstabsoffizier (Ib) und Dritter Generalstabsoffizier (Ic) der 4. leichten Division. Von 1940 bis 1943 war er zur Ausbildungsabteilung des Generalstabes des Heeres kommandiert. Von Juli bis August 1943 war er Erster Generalstabsoffizier (Ia) der Heeresgruppe B. 1943/44 wurde er dann Chef des Stabes in der Inspektion für Erziehung und Bildungswesen im Oberkommando des Heeres. Von November 1944 bis Mai 1945 war er Ia der 1. Panzerdivision. Im Mai 1945 war er kurzzeitig Ia des III. Panzerkorps. Danach geriet er in Kriegsgefangenschaft, wo er bis 1947 verblieb.

### Bundeswehr
1947/48 arbeitete er als Buchhalter auf dem Schloss Schermau bei Dingolfing. 1948/49 war er Direktionsassistent bei der Staatlichen Erfassungsgesellschaft. Von 1949 bis 1951 wirkte er als Referent für die Organisation der Polizeibegleitung des Bundespräsidenten im Bundespräsidialamt in Bonn, danach war er bis 1956 Leiter der Ordenskanzlei.
1956 trat er in die Bundeswehr ein. 1956/57 war er Unterabteilungsleiter im Bundesministerium der Verteidigung in Bonn. Von 1957 bis 1960 war er im Führungsstab des Heeres ebendort tätig. Im Februar 1958 durchlief er eine Observerausbildung in den USA. 1960/61 war er stellvertretender Kommandeur der 1. Panzergrenadierdivision in Hannover. 1961/62 war er schließlich Kommandeur der 3. Panzerdivision in Buxtehude. Von 1962 bis 1966 war er Stellvertretender Kommandierender General des I. Korps in Münster.
Krantz war verheiratet.

## Auszeichnungen
- 1954: Offizier des Verdienstordens der Italienischen Republik
- 1954: Offizier des Ordens Georgs I.
- 1955: Komtur des Ordens des Sterns von Äthiopien
- 1955: Homayoun-Orden III. Klasse
- 1958: Ehrenzeichen des Deutschen Roten Kreuzes
- 1966: Großes Verdienstkreuz des Verdienstordens der Bundesrepublik Deutschland

## Schriften (Auswahl)
- Orden und Ehrenzeichen der Bundesrepublik Deutschland. Fotos durch u. a. Theo Schafgans, Maximilian-Verlag, Köln u. a. 1958.
- Handbuch für Reserveoffiziere. Wehr & Wissen Verlagsgesellschaft, Koblenz 1961.